# Crazy Frog
Crazy Frog je švedski CGI-3D animirani lik i glazbenik kojeg je stvorio Erik Wernquist 2003. godine. Izvorno je nazvan The Annoying Thing, a stvoren je da reproducira zvučni efekt švedskog studenta Daniela Malmedahla koji oponaša zvuk motora s unutarnjim izgaranjem u kratkoj animaciji za TurboForce3D. Zvuk je nakon nekog vremena postavio na svoju web stranicu gdje ga je čula jedna švedska nacionalna TV kuća i odlučila ga emitirati. Nakon što je izvorna animacija postala viralna senzacija, kompanija Jamba! je preuzela lik i plasirala ga na tržište. Od tada je preimenovan u ime Crazy Frog, nakon čega je započeo svoju glazbenu karijeru.
Njegova svjetski najpoznatija pjesma je Axel F sa skoro 5 milijardi pregleda na YouTubeu. Izdao je i mnogo albuma poput Crazy Frog Presents Crazy Hits, Crazy Frog Presents More Crazy Hits, Everybody Dance Now, itd. Također je i obradio neke poznate pjesme poput Daddy DJ pod istim nazivom, Who Let the Dogs Out pod nazivom Who Let the Frog Out, Boten Anna pod nazivom Everyone, Dragostea Din Tei pod nazivom Maya Hi, Maya Hu i mnogo drugih. Također postoji i balkanska verzija pjesme Axel F sa balkanskom narodnom tematikom pjesme.
2017. godine je napunio 20 godina svoga postojanja. Četiri godine iza izdaje novi singl pod nazivom "Tricky" što označava njegov povratak. Od tada se njegov model mnogo promijenio, poprimajući mnogo novi izgled i lice. 2023. godine izdaje također singl "Funny Song". Obe dvije pjesme je objavio i na YouTube. Axel F je i dalje najpoznatija od svih njegovih pjesama.

## Diskografija
- Crazy Frog Presents Crazy Hits (2005.)
- Crazy Frog Presents More Crazy Hits (2006.)
- Everybody Dance Now (2009.)

## Vanjske poveznice
- Crazy Frog službena stranica